# تاثیرات شخصی (فیلم ۲۰۰۸)
تأثیرات شخصی (به انگلیسی: Personal Effects) فیلمی محصول سال ۲۰۰۸ و به کارگردانی دیوید هالندر است. در این فیلم بازیگرانی همچون میشل فایفر، اشتون کوچر، کتی بیتس، اسپنسر هادسن، سارا لیند، جی برازائو، برایان مارکینسون و توفر گریس ایفای نقش کرده‌اند.